# モンペリ
モンペリ（Monpéllie）は、日本のボランタリー・チェーン「月の友グローサーズチェーン(TGC)」が展開していたコンビニエンスストアの店舗名である。同チェーンは茨城県最大手の酒類卸売業者「合資会社月の友」が主宰していた。

## 概要
茨城県の県北地域と福島県南部を中心に展開しているコンビニエンスストア。一部店舗ではインストアキッチンやインストアベーカリーを導入し、店内で調理した弁当やパンを「リーキッチン(Lee's Kitchen)」というブランド名で販売している。
ボランタリー・チェーンであるため、ロイヤリティは売上や粗利の多寡に関係なく一定の会費制となっている。営業時間も各加盟店の裁量に任されており、24時間営業の強制などは無い。
2004年2月時点では80店舗弱を展開していたが、現在では数店舗にまで減少している。

## 歴史
月の友は1903年11月に創業された。同社によると、創業者は「月の友」ブランドの日本酒で評判を得て、取引先を広げていったという。1936年3月28日には事業を合資会社化している。
1983年、酒類・食品卸売業者となっていた月の友は国分グローサーズチェーン・アライアンス(KGCA)の茨城エリア本部となり、コンビニエンスストア業界に進出。国分株式会社の指導により月の友グローサーズチェーン(TGC)を結成し、自社の取引先酒販店を中心に「コミュニティ・ストア」加盟店の開拓に乗り出した。1990年12月、TGCは日本のコンビニエンスストア業界で初めて銀行POSの導入を決定、1992年7月には業界他社に先駆けて全店に「チケットぴあ」予約発券サービスを導入するなど、独自のサービス拡充に取り組んだ。1993年には店舗数が100店を超えている。
1995年9月1日、TGCはKGCAから独立し、店名を「コミュニティ・ストア」から「モンペリ」へと変更、独自のチェーン展開を始めた。この時点での店舗数は130店であったが、KGCAとのエリア契約を解消したことで出店地域の制限がなくなり、以後は福島県いわき市などにも進出していった。1995年12月、TGCは店内調理の弁当・パンを提供できる「モデル店」的な新店舗を茨城県那珂郡大宮町（後の常陸大宮市）に開店させ、その後も厨房設備を持つ店舗を増やしていった。2000年からは一部店舗で白飯を店内炊飯へと切り替え始め、2002年にはレストラン「メヒコ」と共同開発したレトルトカレーも販売し、白飯販売との相乗効果を狙った。カレーの売れ行きが好調であったため、メヒコとの共同開発商品はビーフシチュー、煮込みハンバーグ、カニピラフとラインナップが増えていった。
1999年8月には149店だったTGCの店舗数は、その後減少へと転じ、2004年2月には80店舗弱となっている。月の友自体の売上高も112億円（1997年9月期）から60億円（2003年9月期）へと落ち込み、2004年2月13日、同社は民事再生法の適用を申請した。2004年12月20日には、再生計画案が認可決定されている。